# Hivaagrion demorsum
Hivaagrion demorsum – gatunek ważki z rodziny łątkowatych (Coenagrionidae). Endemit Markizów (Polinezja Francuska). Znany tylko z trzech okazów typowych – dwóch samców odłowionych w maju 1931 roku na dwóch różnych stanowiskach na wyspie Nuku Hiva oraz samicy o wątpliwej przynależności gatunkowej, odłowionej w grudniu 1930 roku na wyspie Hiva Oa.